# Kami Craig
Kami Craig, właśc.  Kameryn Craig (ur. 21 lipca 1987) – amerykańska piłkarka wodna. Dwukrotna medalistka olimpijska.
Występuje w ataku. Treningi w waterpolo rozpoczęła w 1999. W reprezentacji debiutowała w 2006, wcześniej znajdowała się w kadrach juniorskich. Brała udział w dwóch igrzyskach (IO 08, IO 12), na obu zdobywała medale. Amerykanki były drugie w Pekinie i triumfowały w Londynie. Z kadrą brała udział m.in. w mistrzostwach świata w 2007 i 2009 (tytuły mistrzowskie). W 2007 i 2011 zwyciężała w igrzyskach panamerykańskich.